# Trudi Canavan
Trudi Canavan, född 23 oktober 1969 i Melbourne, är en australisk fantasyförfattare, grafisk designer och illustratör, mest känd för sina trilogier The Black Magician och Age of the Five.

### Kyralia-serien
- The Magician's Apprentice (2009) (fristående bakgrundsberättelse till Black Magician-trilogin)
- The Black Magician-trilogin
  - The Magicians' Guild (2001)
  - The Novice (2002)
  - The High Lord (2003)
- The Traitor Spy-trilogin (uppföljare till Black Magician-trilogin)
  - The Ambassador's Mission (2010)
  - The Rogue (2011)
  - The Traitor Queen (2012)

### The Age of the Five-trilogin
- Priestess of the White (2005)
- Last of the Wilds (2006)
- Voice of the Gods (2006)

### Millennium’s Rule-serien
- Thief’s Magic (2014)
- Angel of Storms (2015)
- Successor’s Promise (2017)
- Maker’s Curse (2020)[7]

### Noveller
- ”Whispers of the Mist Children” (1999) i Aurealis #23 (red. Dirk Strasser, Stephen Higgins)
- ”Room for Improvement”
- ”The Mad Apprentice”
- ”Doctor Who: Salt of the Earth (Time Trips)”
- ”Camp Followers” i Fearsome Journeys